# وسلی گسولینا
وسلی گسولینا (انگلیسی: Wesley Gasolina؛ زادهٔ ۱۳ مارس ۲۰۰۰) بازیکن فوتبال اهل برزیل است که در حال حاضر برای اتلتیک در پست مدافع بازی می‌کند.
از باشگاه‌هایی که در آن بازی کرده است می‌توان به یوونتوس نکست جن اشاره کرد.
وی همچنین در تیم‌های ملی فوتبال زیر ۱۵ سال و زیر ۱۷ سال برزیل بازی کرده است.